# Keyx (Sohn des Heosphoros)
Keyx (altgriechisch Κήυξ Kḗyx, deutsch ‚ein Seevogel‘, latinisiert Ceyx) ist ein Sohn des (H)eosphoros und der Nymphe Philonis, sowie Gemahl der Alkyone, der Tochter des Aiolos. Einige Autoren (so Ovid) identifizieren ihn zudem mit dem mythischen König von Trachis, wie er bei Hesiod genannt wird.
Gemäß der Darstellung Ovids war Keyx seiner Frau in tiefster Liebe verbunden und regierte sein Reich in Frieden ohne Gewalt und Waffen. Auf der Überfahrt nach Ionien, wo er das Apollon-Orakel zu Klaros nach dem Tode seines Bruders Daidalion befragen wollte, wurde sein Schiff von einem starken Sturm erfasst und sank auf der Stelle. Seine letzten Worte sollen seiner geliebten Frau gegolten haben. Diese wusste nichts von dem Unglück und wob Kleider zum Anlass seiner Rückkehr. Als sie aber beim Altar der Iuno für seine heile Rückkehr gebetet hatte, schickte diese die Götterbotin Iris zu Somnus. Dieser schickte Morpheus, den Gott der Wach- und Wahrträume, zu Alcyone. Er sollte der armen Frau im Traume als ihr Ehemann erscheinen und das Unglück berichten. Ihr Kummer war groß, und als sie am Strande klagte, von dem sie dem Scheidenden nachgeschaut hatte, entdeckte sie Keyx’ Leichnam und stürzte sich in die Tiefe.
Doch wurden sie beide von den sich erbarmenden Göttern in halcyones (Lieste, eine Unterart der Eisvögel) verwandelt. Alkyones Vater Aiolos gewährte ihnen zur Brutzeit eine siebentägige Windstille, die sprichwörtlichen „Halkyonischen Tage“.